# Cenangiopsis quercicola
Cenangiopsis quercicola är en svampart som först beskrevs av Lars Gunnar Torgny Romell, och fick sitt nu gällande namn av Rehm 1912. Enligt Catalogue of Life ingår Cenangiopsis quercicola i släktet Cenangiopsis, ordningen disksvampar, klassen Leotiomycetes, divisionen sporsäcksvampar och riket svampar, men enligt Dyntaxa är tillhörigheten istället släktet Cenangiopsis, familjen Helotiaceae, ordningen disksvampar, klassen Leotiomycetes, divisionen sporsäcksvampar och riket svampar. Arten är reproducerande i Sverige. Inga underarter finns listade i Catalogue of Life.